# Чалівка
Ча́лівка —  село в Україні, у Ланнівській сільській громаді Полтавського району Полтавської області. Населення становить 258 осіб. Орган місцевого самоврядування — Ланнівська сільська рада.

## Населення

### Мова
Розподіл населення за рідною мовою за даними перепису 2001 року:
| Мова       | Кількість | Відсоток |
| ---------- | --------- | -------- |
| українська | 257       | 99.61%   |
| російська  | 1         | 0.39%    |
| Усього     | 258       | 100%     |

## Географія
Село Чалівка знаходиться на лівому березі річки Піщанка, вище за течією на відстані 3 км розташоване село Піщанка, нижче за течією на відстані 3,5 км розташоване село Редути. Річка в цьому місці пересихає. Поруч проходить автомобільна дорога Р11.І ще відомо що в цьом селі 5 ставків.

## Історія
12 червня 2020 року, відповідно до розпорядження Кабінету Міністрів України № 721-р «Про визначення адміністративних центрів та затвердження територій територіальних громад Полтавської області», село увійшло до складу Ланнівської сільської громади.
19 липня 2020 року, в результаті адміністративно - територіальної реформи та ліквідації Карлівського району, село увійшло до складу новоутвореного Полтавського району Полтавської області.